# 宋獻策

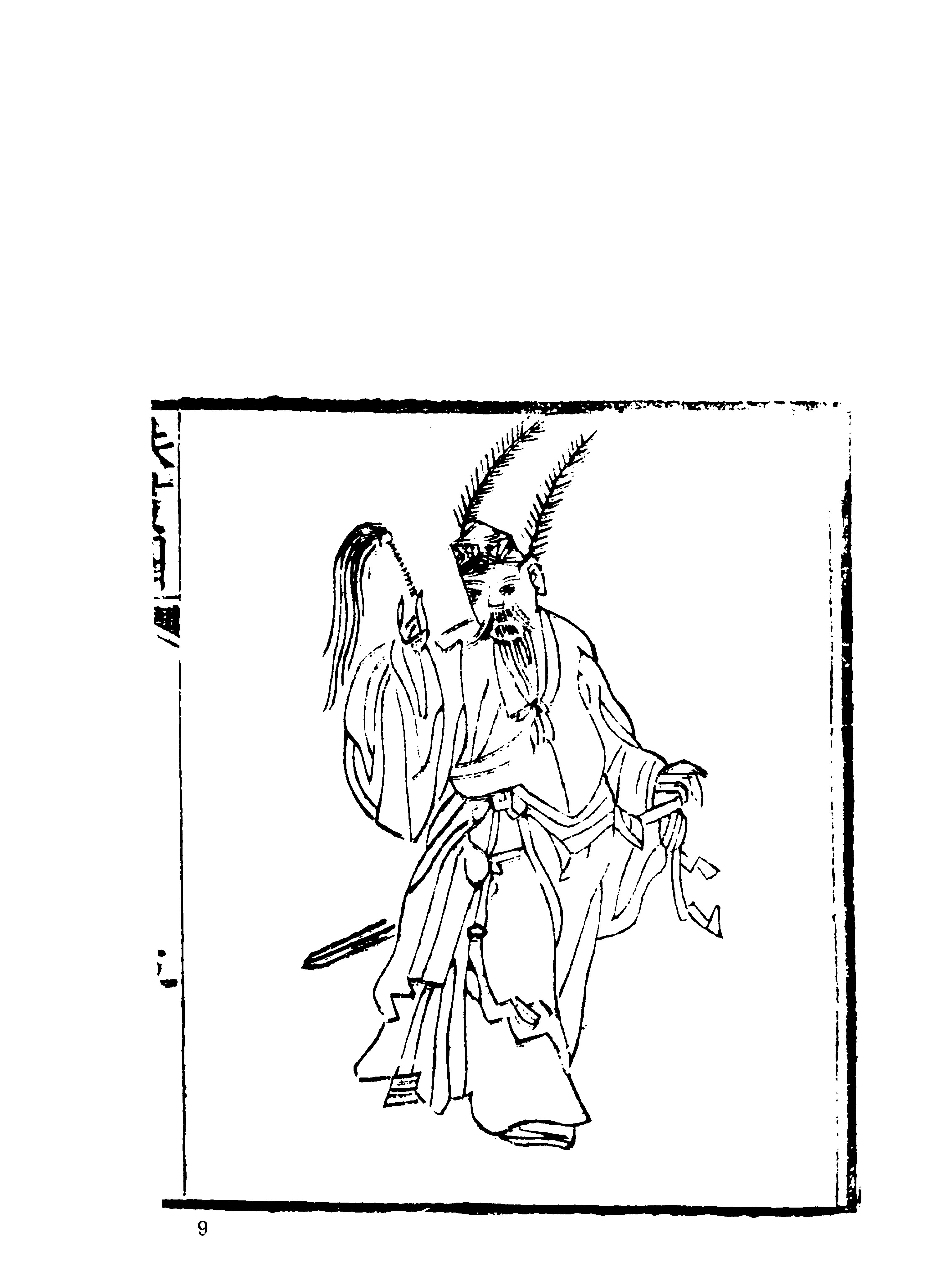
宋獻策

宋獻策（？—1645年），又名宋康年，河南永城人，精通“術數”，為明末李自成農民軍的軍師、占卜師。
宋雖以占卜進用，但其為人排斥佛教，認為念經、拜懺並無實益，要不然崇禎帝派高僧念經就不會身死國亡了，也曾經反對舉行道教的祈福儀式，其言論頗有無神論者的味道。郭沫若《甲申三百年祭》中說：「他的作為陰陽家的姿態出現，怕也只是一種煙幕罷。」

## 生平
以“術士”為生，為人占卜吉凶。明朝崇禎十四年（1641年）四月，宋獻策由牛金星推薦到李自成軍中。獻“十八子主神器”讖言，深受李自成信任。由於身材矮小、面貌醜陋，綽號宋猴、宋矮子或宋孩兒。崇祯十四年十一月，李自成攻下南阳。李自成以宋献策之计，採迂回战术，使明将杨文岳疲於奔命。
崇祯十七年（1644年）正月，李自成在西安称帝，建立大顺政权，宋献策助李自成商定谋略，被封为“开国大军师”。进入北京后，牛金星、刘宗敏等陶醉在胜利之中，对明朝降官酷刑拷烙。後來吴三桂引清兵入关，李自成败於多爾袞鐵騎之下。李自成離開北京向西安撤退，次年，李自成在湖北通山縣九宮山遭當地百姓襲擊而亡。宋献策有云與劉宗敏一同被阿济格所殺，有云降清，有云被放歸江湖。